# Île d'Arzew
Île d'Arzew är en ö i Algeriet.   Den ligger i provinsen Oran, i den norra delen av landet, 300 km väster om huvudstaden Alger.